# إسبانيا في الألعاب الأولمبية الشتوية 1992
شاركت إسبانيا في دورة الألعاب الأولمبية الشتوية 1992، التي أقيمت في ألبيرفيل بفرنسا، في الفترة الممتدة من 3 فبراير حتى 13 فبراير، بوفد قوامه 18 رياضي (13 رجال، 5 نساء) في 4 ألعاب.
حصدت إسبانيا ميدالية برونزية واحدة في هذه الدورة محتلة بذلك المرتبة 19 في الترتيب النهائي بين 64 دولة مشاركة.

## قائمة الميداليات
| الميدالية | الرياضية               | المنافسة                      | المسابقة            |
| برونزية   | بلانكا فرنانديث أوتشوا | التزلج على المنحدرات الجليدية | سباق التعرج - سيدات |

## وصلات خارجية
- (بالإسبانية) الموقع الرسمي للجنة الأولمبية الإسبانية